# Museo di scienze naturali (Voghera)
Il museo di scienze naturali di Voghera è un museo, sito nella suddetta cittadina presso la Ex Caserma di Cavalleria Vittorio Emanuele II, nell'Oltrepò Pavese.

## Storia
Il museo di scienze naturali di Voghera nacque nel 1971 da un gruppo di amici appassionati di paleontologia e mineralogia. Il museo fu completamente terminato nel 1978 e la prima sezione ad essere attivata fu quella di paleontologia. In seguito furono allestite altre sale, tra cui una dedicata alla mineralogia, collezione incrementata recentemente da una cospicua donazione di materiale.
Solamente agli inizi degli anni '80 il museo divenne civico dato che tutto il materiale venne donato al Comune di Voghera. Dall'anno di fondazione del museo, annualmente viene pubblicata la rivista Quaderni, raccolta di articoli scientifici riguardanti il territorio locale.

## Sezioni

### Zoologia
La sala dedicata alla  zoologia possiede una considerevole collezione ornitologica. Si possono osservare vari esemplari, tra cui volatili diurni e notturni, anatidi, rapaci e numerosi limicoli. In questa sala si possono osservare altri vertebrati come pesci, anfibi e rettili conservati sotto alcool e mammiferi imbalsamati; parte di questa sala è dedicata agli invertebrati tra cui molluschi ed insetti.

### Paleontologia
La sezione di paleontologia fu la prima ad essere attivata. Comprende una parte introduttiva e altre due dove sono esposti i resti fossili di invertebrati e di vertebrati provenienti dal territorio. Anche se non mancano reperti provenienti da tutto il mondo. Per esempio l'omero di plesiosauro trovato nelle vicinanze di Zavattarello (PV); si tratta dell'unico resto appartenente a questi grandi rettili marini mesozoici, trovato In Italia. Altro resto importante è il cranio femminile di megacero proveniente dalle alluvioni padane. Oltre questi reperti archeologici sono presenti altri fossili sempre provenienti dal territorio locale.

### Mineralogia
Molto ricche sono le raccolte di mineralogia e litologia composte oltre che da 221 esemplari esposti, valorizzati grazie ad un allestimento essenziale, anche da circa 1800 campioni conservati nei depositi del museo. Tutte le classi sistematiche sono ben rappresentate da minerali provenienti da diverse località giacimentologiche sparse in tutto il mondo, in parte acquisiti grazie a donazioni di importanti collezionisti.

### Botanica
La sezione dedicata alla botanica è stata allestita con la nuova inaugurazione del museo.
Presenta una ricca raccolta micologica in cui si possono osservare una numerosa varietà di specie dalle più familiari, come il Boletus edulis, detto comunemente porcino, o la nota Amanita muscaria riconoscibile per il caratteristico colore rosso con macchie bianche; a quelle più rare e particolari come il Clathrus ruber. La collezione può essere usata anche come punto di riferimento per tutti coloro che sono interessati a conoscere quali funghi sono commestibili e quali invece sono tossici.